# Isola di Bering

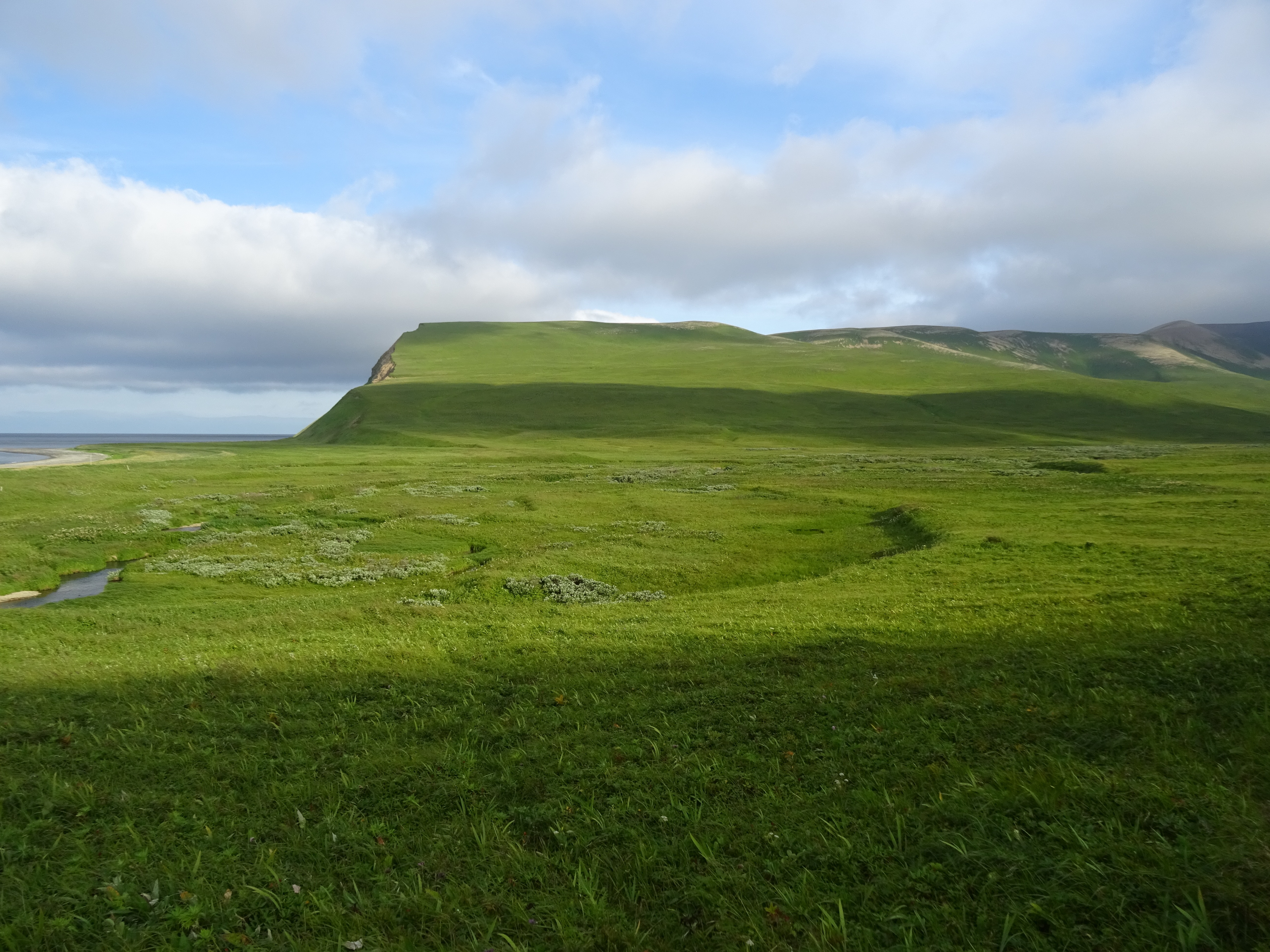
Panoramica estiva

L'isola di Bering (già Avača, in russo остров Беринга?) è un'isola russa che fa parte delle isole del Commodoro. È situata nel mare di Bering, al largo della penisola della Kamčatka, separata da quest'ultima dall'omonimo stretto. A est, lo stretto dell'Ammiraglio Kuznecov la separa dall'isola Mednyj.
Lunga 90 km, larga in media 24 km, è la maggiore delle isole del Commodoro.
Consiste in una landa collinosa priva di alberi, dove regna quasi sempre la nebbia; è, inoltre, frequentemente soggetta a terremoti.
Nonostante sia un'isola assai desolata e dal clima estremamente rigido, su di essa sorge il villaggio di Nikol'skoe, abitato da 800 persone, almeno 300 delle quali aleuti; quasi tutti gli abitanti lavorano nell'ambito della pesca.
Quest'isola è famosa perché l'esploratore danese al servizio dei russi Vitus Bering vi approdò in seguito ad un naufragio e qui trovò la morte assieme a molti dei suoi uomini nel dicembre del 1741.
L'isola di Bering è detta anche comunemente l'isola fluttuante, poiché si trova assai vicino al punto in cui passa la linea internazionale del cambio di data.

## Clima
| Isola di Bering (1991-2020) Fonte: | Mesi         | Mesi         | Mesi         | Mesi         | Mesi        | Mesi        | Mesi        | Mesi        | Mesi        | Mesi        | Mesi         | Mesi         | Stagioni | Stagioni | Stagioni | Stagioni | Anno  |
| Isola di Bering (1991-2020) Fonte: | Gen          | Feb          | Mar          | Apr          | Mag         | Giu         | Lug         | Ago         | Set         | Ott         | Nov          | Dic          | Inv      | Pri      | Est      | Aut      | Anno  |
| ---------------------------------- | ------------ | ------------ | ------------ | ------------ | ----------- | ----------- | ----------- | ----------- | ----------- | ----------- | ------------ | ------------ | -------- | -------- | -------- | -------- | ----- |
| T. max. media (°C)                 | −1,6         | −1,7         | −0,5         | 1,3          | 4,6         | 7,8         | 11,0        | 12,9        | 11,5        | 7,2         | 2,6          | −0,6         | −1,3     | 1,8      | 10,6     | 7,1      | 4,5   |
| T. media (°C)                      | −3,1         | −3,2         | −2,0         | −0,1         | 2,8         | 5,9         | 9,3         | 11,3        | 9,9         | 5,7         | 1,1          | −2,1         | −2,8     | 0,2      | 8,8      | 5,6      | 3,0   |
| T. min. media (°C)                 | −5,2         | −5,2         | −4,0         | −1,6         | 1,4         | 4,5         | 8,1         | 10,0        | 8,2         | 3,8         | −0,8         | −4,0         | −4,8     | −1,4     | 7,5      | 3,7      | 1,3   |
| T. max. assoluta (°C)              | 5,4 (1956)   | 5,1 (2014)   | 8,8 (1929)   | 10,2 (2013)  | 13,6 (2010) | 21,5 (1938) | 21,4 (2007) | 21,0 (1989) | 18,5 (2011) | 13,1 (2021) | 9,2 (1950)   | 7,4 (2016)   | 7,4      | 13,6     | 21,5     | 18,5     | 21,5  |
| T. min. assoluta (°C)              | −21,0 (2001) | −23,5 (1903) | −21,9 (2001) | −13,9 (1903) | −9,6 (1915) | −2,3 (1936) | −0,5 (1923) | −0,1 (1929) | −2,9 (1934) | −8,5 (1928) | −15,4 (1899) | −19,9 (1914) | −23,5    | −21,9    | −2,3     | −15,4    | −23,5 |
| Precipitazioni (mm)                | 63           | 53           | 46           | 39           | 38          | 32          | 39          | 63          | 71          | 91          | 82           | 62           | 178      | 123      | 134      | 244      | 679   |